# Walstraat (Deventer)
De Walstraat is een straat in de Nederlandse stad Deventer. Hij volgde in vroeger tijd het noordoostelijk gedeelte van de stadswal en de stadsmuur. De straat begint bij het Bergkerkplein en de Prinsenplaats, aan de voet van de Bergkerk, en loopt tot aan de Keizerstraat. Zijstraten die erop uitkomen zijn de Damstraat en de Golstraat. In de straat bevinden zich tal van gerestaureerde oude panden.

## Geschiedenis
De straat maakt deel uit van het historische Bergkwartier, een middeleeuwse uitbreiding van de stad, en dankt haar naam aan de stadswal die achter de straat gelegen was. De straat vormde de verbinding tussen de Bergpoort en de Brinkpoort.
Van 1818 tot 1905 bevond zich in de straat een vrouwengevangenis (huidige nummer 20), waar na de Tweede Wereldoorlog vrouwelijke leden van de NSB gevangen werden gezet. Radioverslaggever en Go Ahead-oprichter Han Hollander groeide op in de Walstraat. Het woonhuis bevond zich op de plek waar in 2008 een doorbraak werd gemaakt naar de Boreelkazerne. De Walstraat raakte, net als de rest van het Bergkwartier, sterk verpauperd, maar werd na de jaren '60 volledig gerestaureerd. Er zijn kleine winkels in het duurdere marktsegment. 
De Walstraat kreeg bekendheid dankzij het Dickens Festijn dat jaarlijks in de stad wordt gehouden. De straat vormt de toegang tot dit evenement waarbij honderden bewoners en anderen op straat te zien zijn in kleding uit de victoriaanse tijd. In dat feestweekend bezoeken meer dan 100.000 mensen de Walstraat. Het is ook de voetgangersverbinding tussen het centrum van Deventer en het winkelgebied op het terrein van de voormalige Boreelkazerne.

## Afbeeldingen

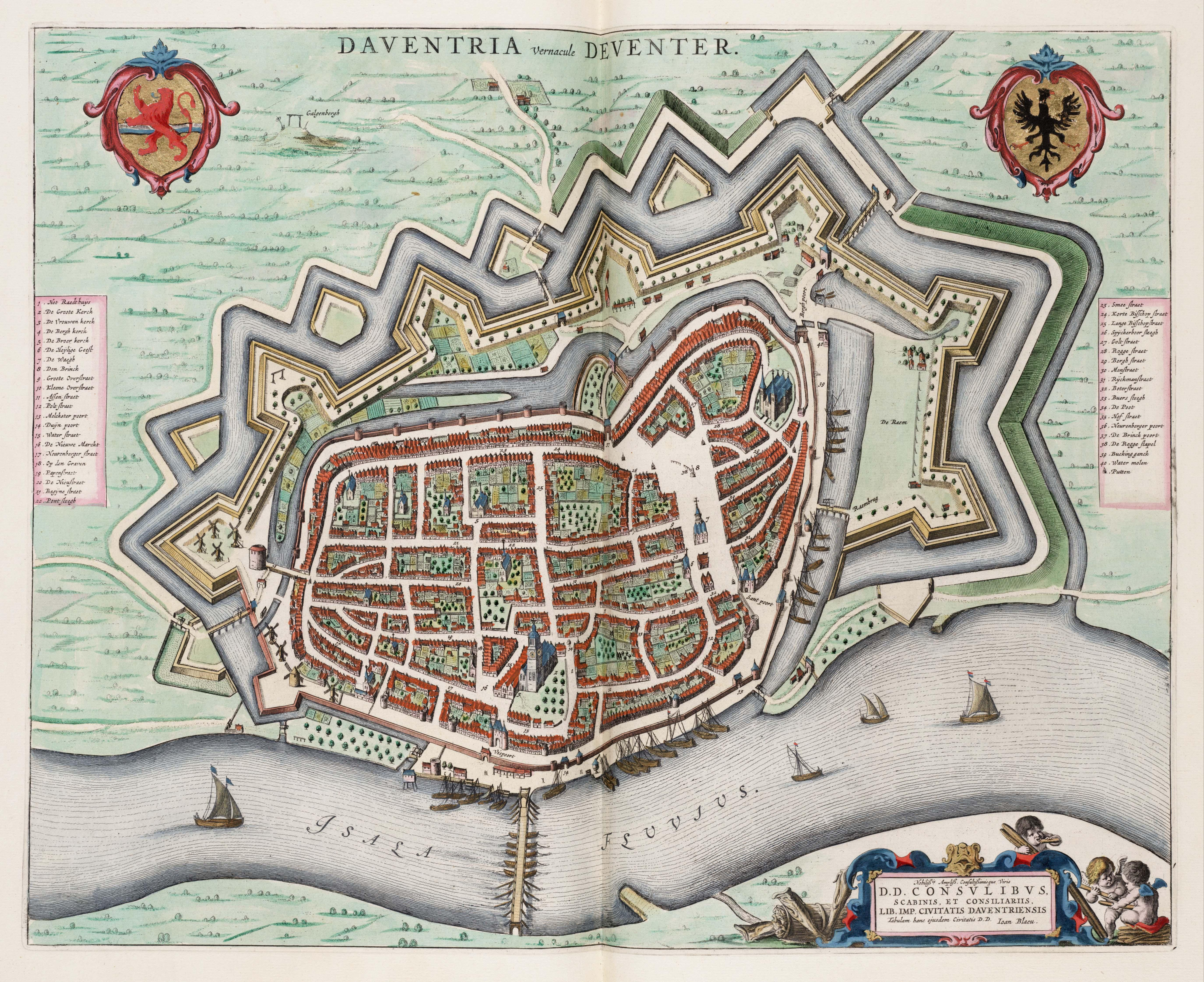
De Walstraat op een oude kaart van Deventer. De straat loopt vanaf de Brinkpoort (nummer 37) tot aan de Bergkerk. (klik voor vergroting)

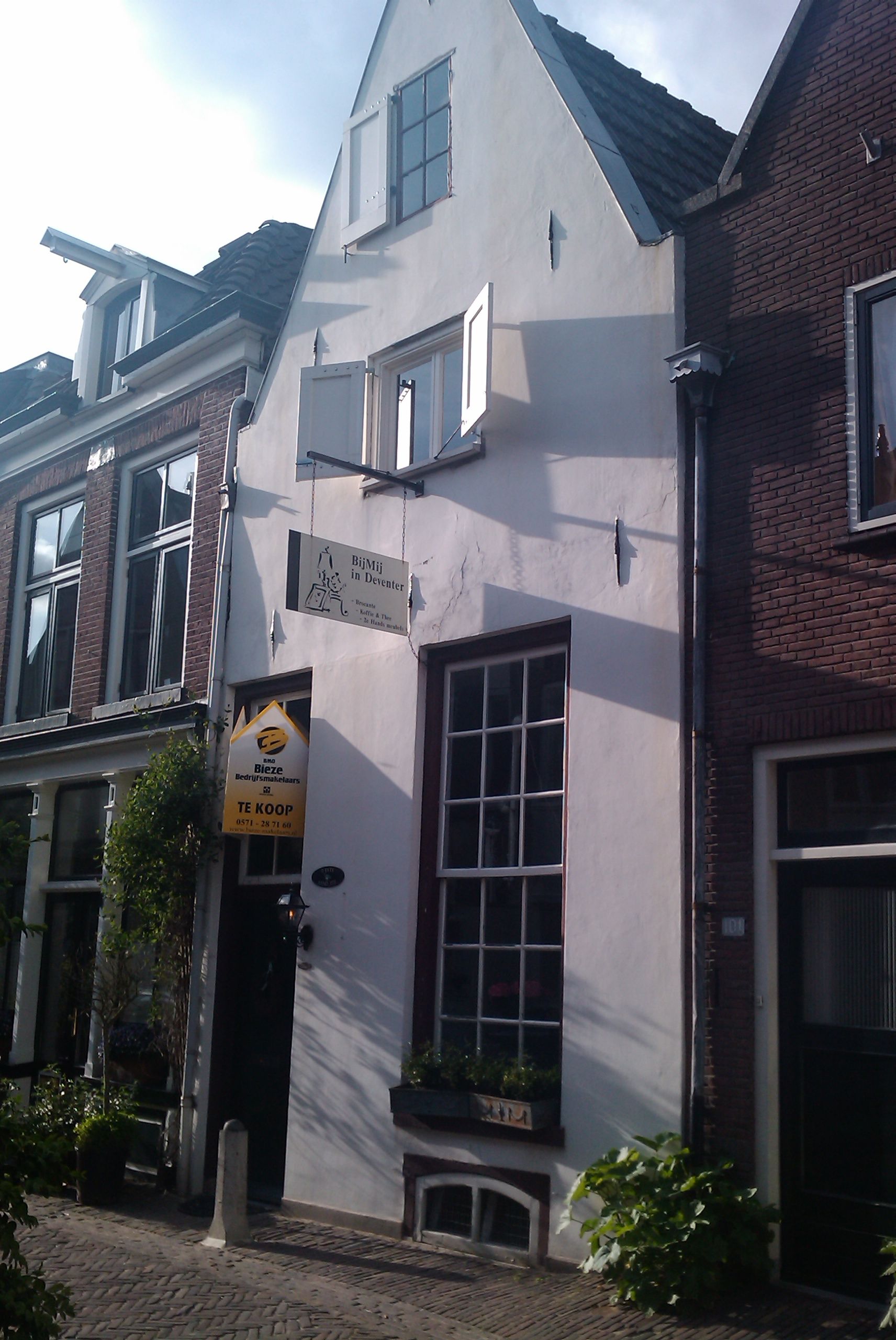
Walstraat 99
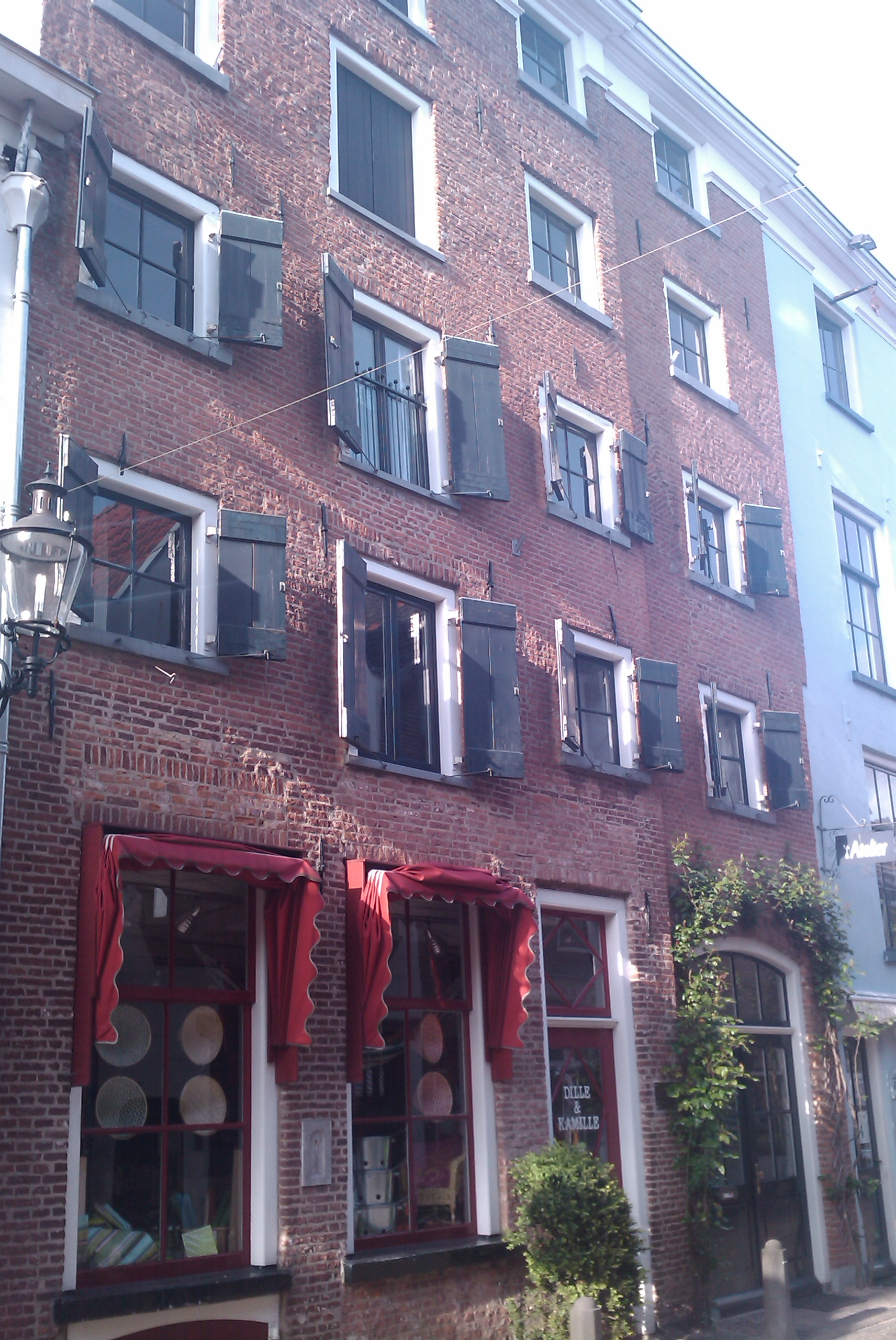
Walstraat 61
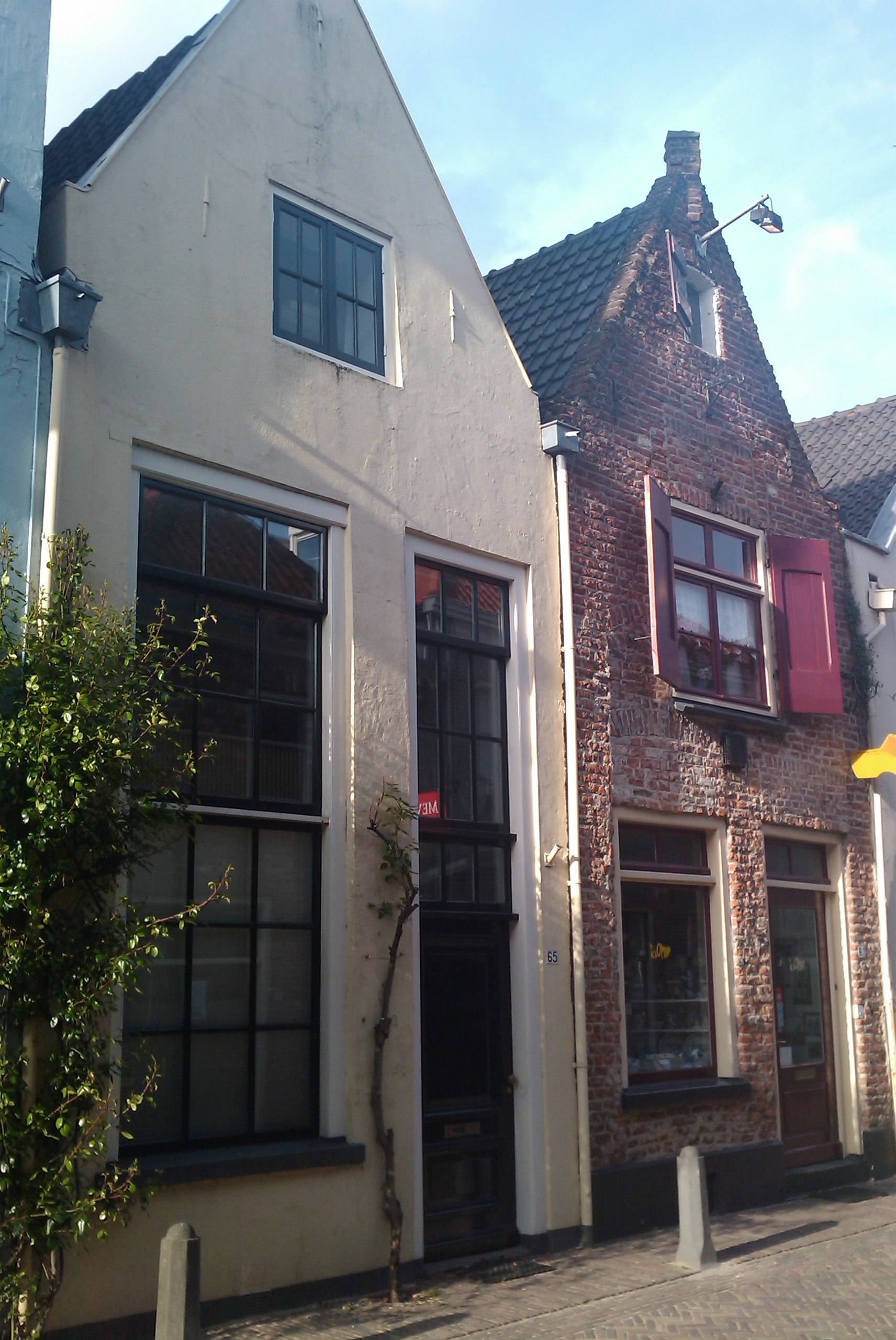
Walstraat 65-67